# Восточный Алльгой
Восточный Алльгой (нем. Ostallgäu) — район в Германии, в административном округе Швабия Республики Бавария. Региональный шифр — 09 777. Центр района — город Марктобердорф.
По данным на 31 декабря 2014 года:
- территория — 139 491,05 га;[1]
- население — 135 894 чел.;[2]
- плотность населения — 97.42 чел./км²;
- землеобеспеченность с учётом внутренних вод — 10265 м²/чел.

## Административно-территориальное деление

Муниципалитеты района Восточный Алльгой (Бавария)

В состав района входят в общей сложности 45 общин (муниципалитетов), в том числе три городских, семь ярмарочных и 35 сельских.
Тридцать пять общин района объединены в 10 административных сообществ.

### Городские общины
1. Бухлоэ (12 016)
2. Марктобердорф (18 462)
3. Фюссен (14 067)

### Ярмарочные общины
1. Валь (2 189)
2. Ирзе (1 385)
3. Кальтенталь (1 653)
4. Нессельванг (3 518)
5. Обергюнцбург (6 471)
6. Ронсберг (1 658)
7. Унтертингау (2 738)

### Общины
1. Айзенберг (1 222)
2. Айтранг (2 046)
3. Байсвайль (1 322)
4. Бидинген (1 704)
5. Биссенхофен (4 023)
6. Вальд (1 031)
7. Вестендорф (1 857)
8. Гермаринген (3 818)
9. Гёрисрид (1 266)
10. Гюнцах (1 489)
11. Енген (2 363)
12. Зег (2 850)
13. Крафтисрид (762)
14. Ламердинген (1 845)
15. Лехбрукк-ам-Зе (2 524)
16. Ленгенванг (1 385)
17. Мауэрштеттен (2 959)
18. Оберостендорф (1 289)
19. Остерцелль (667)
20. Пфорцен (2 113)
21. Пфронтен (7 874)
22. Реттенбах-ам-Ауэрберг (766)
23. Риден (1 343)
24. Риден-ам-Форгензе (1 214)
25. Росхауптен (2 193)
26. Рудератсхофен (1 709)
27. Рюкхольц (837)
28. Унтрасрид (1 520)
29. Фризенрид (1 529)
30. Хальблех (3 570)
31. Хопферау (1 074)
32. Швангау (3 419)
33. Штётванг (1 867)
34. Штёттен-ам-Ауэрберг (1 869)
35. Эггенталь (1 290)

### Объединения общин

#### Административное сообществоБиссенхофен
1. Айтранг (2 046)
2. Бидинген (1 704)
3. Биссенхофен (4 023)
4. Рудератсхофен (1 709)

#### Административное сообществоБухлоэ
1. Бухлоэ (12 016)
2. Валь (2 189)
3. Енген (2 363)
4. Ламердинген (1 845)

#### Административное сообществоВестендорф
1. Вестендорф (1 857)
2. Кальтенталь (1 653)
3. Оберостендорф (1 289)
4. Остерцелль (667)
5. Штёттванг (1 867)

#### Административное сообществоЗег
1. Айзенберг (1 222)
2. Вальд (1 031)
3. Зег (2 850)
4. Ленгенванг (1 385)
5. Рюкхольц (837)
6. Хопферау (1 074)

#### Административное сообществоОбергюнцбург
1. Гюнцах (1 489)
2. Обергюнцбург (6 471)
3. Унтрасрид (1 520)

#### Административное сообществоПфорцен
1. Ирзе (1 385)
2. Пфорцен (2 113)
3. Риден (1 343)

#### Административное сообществоРосхауптен
1. Риден-ам-Форгензе (1 214)
2. Росхауптен (2 193)

#### Административное сообществоУнтертингау
1. Гёрисрид (1 266)
2. Крафтисрид (762)
3. Унтертингау (2 738)

#### УправлениеШтёттен-ам-Ауэрберг
1. Реттенбах-ам-Ауэрберг (766)
2. Штёттен-ам-Ауэрберг (1 869)

#### УправлениеЭггенталь
1. Байсвайль (1 322)
2. Фризенрид (1 529)
3. Эггенталь (1 290)

## Население
По оценке на 31 декабря 2015 года население района Восточный Алльгой составляет 137 709 чел. 

| Дата      | 1840  | 1871  | 1900  | 1925  | 1939  | 1950   | 1961  | 1970   | 1987   | 2011   |
| --------- | ----- | ----- | ----- | ----- | ----- | ------ | ----- | ------ | ------ | ------ |
| Население | 47366 | 49973 | 59033 | 68642 | 68901 | 107029 | 99038 | 105135 | 114547 | 133586 |

| Год       | 1960  | 1970   | 1980   | 1990   | 2000   | 2009   | 2010   | 2011   | 2012   | 2013   | 2014   | 2015   |
| --------- | ----- | ------ | ------ | ------ | ------ | ------ | ------ | ------ | ------ | ------ | ------ | ------ |
| Население | 98610 | 105155 | 110219 | 121743 | 131546 | 134070 | 133881 | 133607 | 134118 | 134771 | 135894 | 137709 |